# Тшцель
Тшцель (пол. Trzciel, нем. Tirschtiegel) — город в Польше, входит в Любушское воеводство, Мендзыжечский повят. Имеет статус городско-сельской гмины. Занимает площадь 3,03 км². Население — 2348 человек (на 2004 год).

## История
Город был впервые указан в документах в 1307 году. Сначала город находился на правом берегу реки Обры, в XVIII веке был на левом береге основан город Новый Тшцель, где поселились протестантские иммигранты из Силезии и Бранденбурга. В 1920—1939 годах город был разрезан польско-немецкой границей.

## Население
| Год                   | 2004  | 2007  | 2013                   |
| Численность населения | 2 348 | 2 357 | 2 355 (предполагаемое) |

## Известные уроженцы
- Герхард Конопка — майор Вермахта.